# Hypsugo lophurus
Hypsugo lophurus — вид рукокрилих ссавців із родини лиликових.

## Середовище проживання
Країни поширення: М'янма. Цей вид відомий тільки з однієї місцевості в М'янмі. Він був зібраний на рівні трохи вище рівня моря на лісовій галявині в оточенні вічнозелених лісів.

## Загрози та охорона
Загрози для цього виду не відомі, хоча втрата середовища проживання через розширення сільськогосподарських угідь та лісозаготівлю є можливими загрозами. Немає заходів по збереженню цього виду. Точно не відомо, чи він присутній в котрійсь із охоронних територій.